# Coventry RFC
Coventry Rugby Football Club es un equipo de rugby con sede en la ciudad de Coventry, Inglaterra.
Actualmente participa en el Champ Rugby, la segunda división profesional del rugby de Inglaterra.

## Historia
En 1874, un grupo, que incluía a miembros del Stoke Cricket Club, participó en lo que podría describirse como el primer partido organizado de rugby que se jugó en Coventry.
A principios de los años 1970, el club obtuvo sus dos campeonatos más importantes hasta el momento, se consagró campeón de las ediciones 1973 y 1974 de la John Player Cup.
Participó en la primera edición del campeonato de liga de Inglaterra, finalizando en la penúltima posición. lo que significo el descenso a la segunda división, hasta el momento esa fue su única participación en la división de honor de Inglaterra.

## Palmarés
- National League 1 (3): 1993–94, 1995–96, 2017–18
- John Player Cup (2): 1972-73, 1973-74